# Шатровська сільська рада
Ша́тровська сільська рада (рос. Шатровский сельский совет) — сільське поселення у складі Шатровського району Курганської області Росії.
Адміністративний центр — село Шатрово.
Населення сільського поселення становить 6697 осіб (2017; 7680 у 2010, 9262 у 2002).
20 вересня 2018 року до складу сільського поселення було включено території ліквідованих Ільїнської сільської ради (село Ільїно, присілки Дружинина, Саломатова; площа 180,39 км²), Ожогинської сільської ради (село Ожогино, присілок Шуравіно; площа 206,85 км²), Широковської сільської ради (село Широково, присілки Далматова, Чекаліна; площа 97,93 км²) та Яутлинської сільської ради (село Яутла, присілок Мостовка 2-а; площа 168,02 км²).

## Склад
До складу сільського поселення входять:
| Населений пункт        | Населення, осіб (2002) | Населення, осіб (2010) |
| ---------------------- | ---------------------- | ---------------------- |
| Антрак, присілок       | 51                     | 3                      |
| Далматова, присілок    | 102                    | 56                     |
| Дворці, присілок       | 256                    | 184                    |
| Дружинина, присілок    | 173                    | 103                    |
| Ільїно, село           | 661                    | 561                    |
| Мостовка 2-а, присілок | 9                      | 0                      |
| Ожогино, село          | 416                    | 323                    |
| Саломатова, присілок   | 234                    | 174                    |
| Чекаліна, присілок     | 111                    | 75                     |
| Шатрово, село          | 6441                   | 5688                   |
| Широково, село         | 285                    | 181                    |
| Шуравіно, присілок     | 102                    | 29                     |
| Яутла, село            | 421                    | 303                    |